# 勒伊站
勒伊站，是法国的一个铁路车站，位于法国安德尔省的勒伊（Reuilly）。

## 位置
勒伊站位于勒伊东部的一个铁路平交道口附近。车站大致呈南北走向，开口朝西。根据列车型号的不同，部分列车在上行方向停靠该站时会横跨道口两侧。

## 站名
由于历史上巴黎市区也有一个"勒伊站"（现已废弃），为了防止混淆，勒伊站有时又被称为勒伊 (安德尔)站（Reuilly (Indre)）。
但是，利穆赞铁路局将其时刻表中的"Reuilly"一栏写成了"安德尔河畔的勒伊"（Reuilly-sur-Indre），这个写法是错误的，因为勒伊并不在安德尔河畔。

## 车站状态
勒伊站是一个无人看守的乘降所，没有任何售票窗口或自动售票机，只有一个自动列车信息显示屏，原有的勒伊站站房已废弃。
由于勒伊站没有地下通道，前往下行方向站台的乘客需要穿过铁路正线，因此该站存在一定的安全隐患。

## 停靠线路
以下列车线路在勒伊站停靠：
| 勒伊站列车线路表                                   |      |          |                 |              |
| 线路                                               | 车种 | 上一站   | 下一站          | 大致运行频率 |
| 奥尔良/维耶尔宗—沙托鲁/克勒兹河畔阿尔让通/拉苏特兰 | TER  | 维耶尔宗 | 圣利宰涅/伊苏丹 | 每天6趟左右  |
| 维耶尔宗—利摩日                                    | TER  | 维耶尔宗 | 圣利宰涅/伊苏丹 | 每天2~3趟    |
| 1.                                                 |      |          |                 |              |

## 配套交通

### 城际客运
| 停靠勒伊的大巴车 |              | |
| 上下车地点       | 运营单位     | 主要线路及目的地                                                                                       |
| 勒伊站门口       | SNCF Car TER | - 1.3线：维耶尔宗、圣利宰涅、伊苏丹 - 当铁路线施工或罢工时，SNCF可能也会提供途径该线路沿途站点的大巴车 |
| 1. 2. 3.         |              | |

### 市区交通
勒伊站附近暂无城市公共交通路线。

## 临近车站
| 勒伊站（Gare de Reuilly (Indre)） |                            |                    |
| 上行车站                          | 线路                       | 下行车站           |
| 维耶尔宗城站 19.3km ←             | POLT（奥尔良－蒙托邦铁路） | 圣利泽尼站 → 9.8km |